# Ignacy Orzechowski
Ignacy Orzechowski (właśc. Nusenbaum) pseud. Świerk, Stefek, Bronek (ur. 1 grudnia 1900 w Winiarach w powiecie pińczowskim, zm. 1 października 1969 w Warszawie) – działacz komunistyczny, kierownik Centralnej Techniki KPZU, zastępca kierownika Centralnej Techniki KPP, sekretarz okręgowy MOPR w Krakowie i Łodzi, historyk, nauczyciel, funkcjonariusz MBP.

## Życiorys
Syn Emila i Adeli, od 1911 mieszkał z rodziną w Sosnowcu. W 1917 został nauczycielem, rok później wstąpił do Poalej Syjon, lewicowy działacz tej partii, od 1919 działacz związków zawodowych, sekretarz ich lokalnych zarządów w Sosnowcu. W 1921 wstąpił do KPRP/KPP. III 1922-III 1923 odbywał służbę wojskową w Będzinie. W 1924 został sekretarzem zagłębiowskiego Okręgowego Biura Żydowskiego KPRP. Od 1926 członek Komitetu Okręgowego (KO) KPP w Zagłębiu Dąbrowskim i działacz Stowarzyszenia Wolnomyślicieli Polskich. W 1928 był kandydatem do Sejmu z komunistycznej listy Jedności Robotniczo-Chłopskiej w okręgu Będzin-Zawiercie i prowadził akcję wyborczą wraz z późniejszym komunistycznym posłem Wacławem Rożkiem. Z powodu poszukiwania listami gończymi przez policję opuścił Zagłębie i latem 1928 został zastępcą kierownika Centralnej Techniki KPP, a w listopadzie 1929 - kierownikiem Centralnej Techniki KPZU. Od sierpnia 1931 sekretarz krakowskiego, a następnie łódzkiego okręgu MOPR. Kilkakrotnie więziony za działalność komunistyczną, w tym 1936-1937 przez 15 miesięcy osadzony w obozie w Berezie Kartuskiej. Po zwolnieniu ponownie działał w KPP w Zagłębiu. 

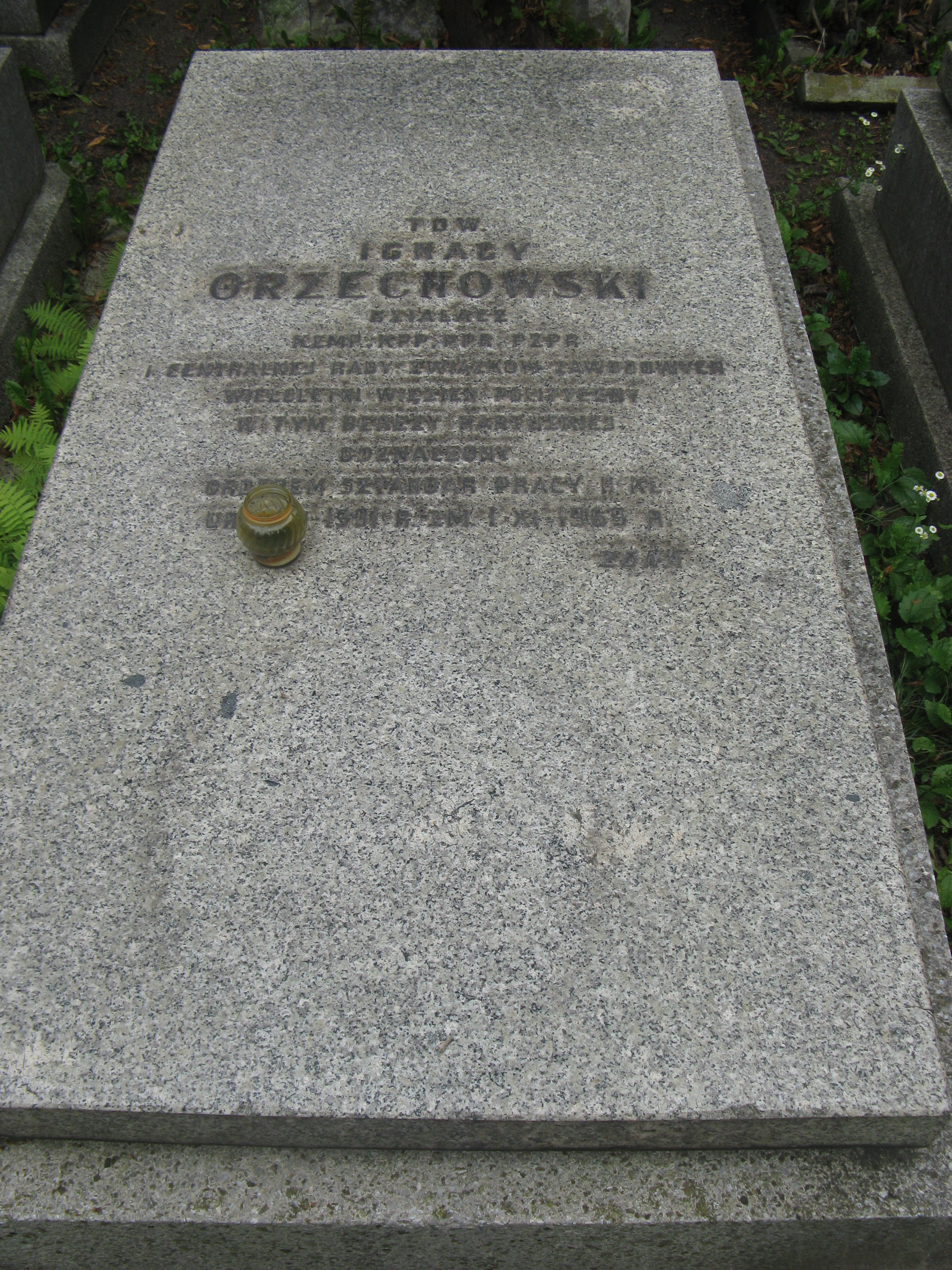
Grób Ignacego Orzechowskiego na Cmentarzu Wojskowym na Powązkach

Od jesieni 1939 poszukiwany przez gestapo, ukrywał się, w październiku 1939 wraz z Ignacym Kalagą organizował konspiracyjną grupę komunistyczną. W listopadzie 1939 przedostał się do Lwowa, gdzie studiował korespondencyjnie historię w Instytucie Pedagogicznym i odbył roczny kurs dla nauczycieli szkół średnich. 1940-1941 był dyrektorem sowieckiej szkoły w Toporowie, po napaści Niemiec na ZSRR pracował pod Kijowem przy budowie umocnień, a w październiku został ewakuowany w głąb ZSRR, po czym pracował jako nauczyciel w guberni tambowskiej i w Ufie. W 1943 wstąpił do ZPP, a w październiku 1944 do ludowego WP. Wiosną 1945 wrócił do kraju i wstąpił do służby w MBP, gdzie został naczelnikiem jednego z wydziałów, oraz do PPR. Następnie został naczelnikiem jednego z wydziałów WUBP w Olsztynie. Od 15 grudnia 1947 pracownik Komitetu Wojewódzkiego (KW) PPR w Katowicach, kierownik referatu historii partii. Od kwietnia 1949 pracował w Warszawie w Wydziale Historii Partii KC PZPR. 
Od listopada 1952 pracował w Centralnej Szkole Związków Zawodowych (CRZZ) jako kierownik Studium Historycznego, a od 1959 w Biurze Historycznym CRZZ. Współautor pracy „Zarys dziejów ruchu zawodowego w Królestwie Polskim (1905-1918)” (wraz z Aleksandrem Kochańskim), autor „Roli historycznej Komitetu 21 na Górnym Śląsku w latach 1923-1924”. Publikował w „Trybunie Robotniczej” i „Przeglądzie Związkowym”. 
Pochowany na wojskowych Powązkach (kwatera A31-4-8). Był odznaczony m.in. Orderem Sztandaru Pracy II klasy i Orderem Odrodzenia Polski.